# Österreichische Basketballnationalmannschaft
Die österreichische Basketballnationalmannschaft repräsentiert Österreich bei internationalen Basketballturnieren. Die Mannschaft spielt in der Division B der FIBA Europa.

## Geschichte
Das erste internationale Turnier für die österreichische Nationalmannschaft war die Europameisterschaft 1947 in Prag. Die Mannschaft beendete das Turnier als 12 von 14 Mannschaften. Auch in den darauffolgenden EM-Turnieren belegte die Mannschaft Plätze zwischen 11 und 16. Nach der Europameisterschaft 1959 nahm Österreich bis 1977 an keiner EM mehr teil.
Für das olympische Turnier 1960 wurde zum ersten Mal eine Qualifikation notwendig, für die auch die österreichische Mannschaft gemeldet war. Das Team belegte Platz 12 von 18 und war damit nicht qualifiziert. Auch bei den darauf folgenden Olympiaturnieren 1964, 1968, 1972, 1980, 1984 scheiterte Österreich in der Qualifikation.
1977 nahm Österreich nach langer Pause wieder an einer EM teil. Die Mannschaft konnte keines der sieben Spiele gewinnen und belegte den 12. und letzten Platz. Die nächste Teilnahme an einer EM-Qualifikation erfolgte 1995, als man wiederum die Qualifikation nicht erreichte, genau wie 1997 und 1999. Bei der Europameisterschaft 2001 kam man in die Qualifikationsendrunde, der Aufstieg in die Endrunde der EM gelang nicht. Seit der Europameisterschaft 2005 spielt Österreich in der Division B der Europameisterschaft.
Ebenfalls 2005 schaffte man den Einzug in die Ausscheidungsspiele, die jedoch gegen Mazedonien verloren wurden. Bei den darauf folgenden Turnieren erzielte die österreichische Nationalmannschaft regelmäßig Platzierungen im Mittelfeld der Division B.
Trainer
- Raoul Korner
- Chris O’Shea (seit 2022)[1][2]

## Abschneiden bei internationalen Turnieren

### Olympische Sommerspiele
- 1960 Qualifikation – 12. Platz (1W/4L)
- 1964 Qualifikation – 6. Platz (2W/6L)
- 1968 Qualifikation – 7. Platz (4W4L)
- 1972 Qualifikation – 4. Platz Gr.C (1W/3L)
- 1980 Qualifikation – 4. Platz Gr.A (1W/3L)
- 1984 Qualifikation – 4. Platz Gr.C (0W/3L)

### Weltmeisterschaften
- bisher nicht teilgenommen

### Europameisterschaften
- 1947 – 12. Platz (1W/4L)
- 1951 – 11. Platz (5W/4L)
- 1955 – 13. Platz (4W/6L)
- 1957 – 14. Platz (2W/8L)
- 1959 – 16. Platz (1W/6L)
- 1977 – 12. Platz (0W/7L)
- 1995 Qualifikation – 5. Platz Gr.A (1W/4L)
- 1997 Qualifikation – 6. Platz Gr.C (1W/5L)
- 1999 Qualifikation – 3. Platz Gr.A (1W/2L)
- 2001 Qualifikation – Semifinalrunde (5W/11L)
- 2003 Qualifikation – 3. Platz Gr.A (3W/3L)
- 2005 Qualifikation – Finale (5W/3L)
- 2007 Qualifikation – 4. Platz Gr.C (3W/5L)
- 2009 Qualifikation – 3. Platz Gr.A (4W/4L)
- 2011 Qualifikation – 3. Platz Gr.A (4W/2L)
- 2013 Qualifikation – 3. Platz Gr.C (3W/5L)
- 2015 Qualifikation – 3. Platz Gr.C (3W/3L)
- 2017 Qualifikation – 3. Platz Gr.B (2W/4L)

Die Zahlen in der Klammer geben die Anzahl der (gewonnenen/verlorenen) Spiele an.

## Aktueller Kader

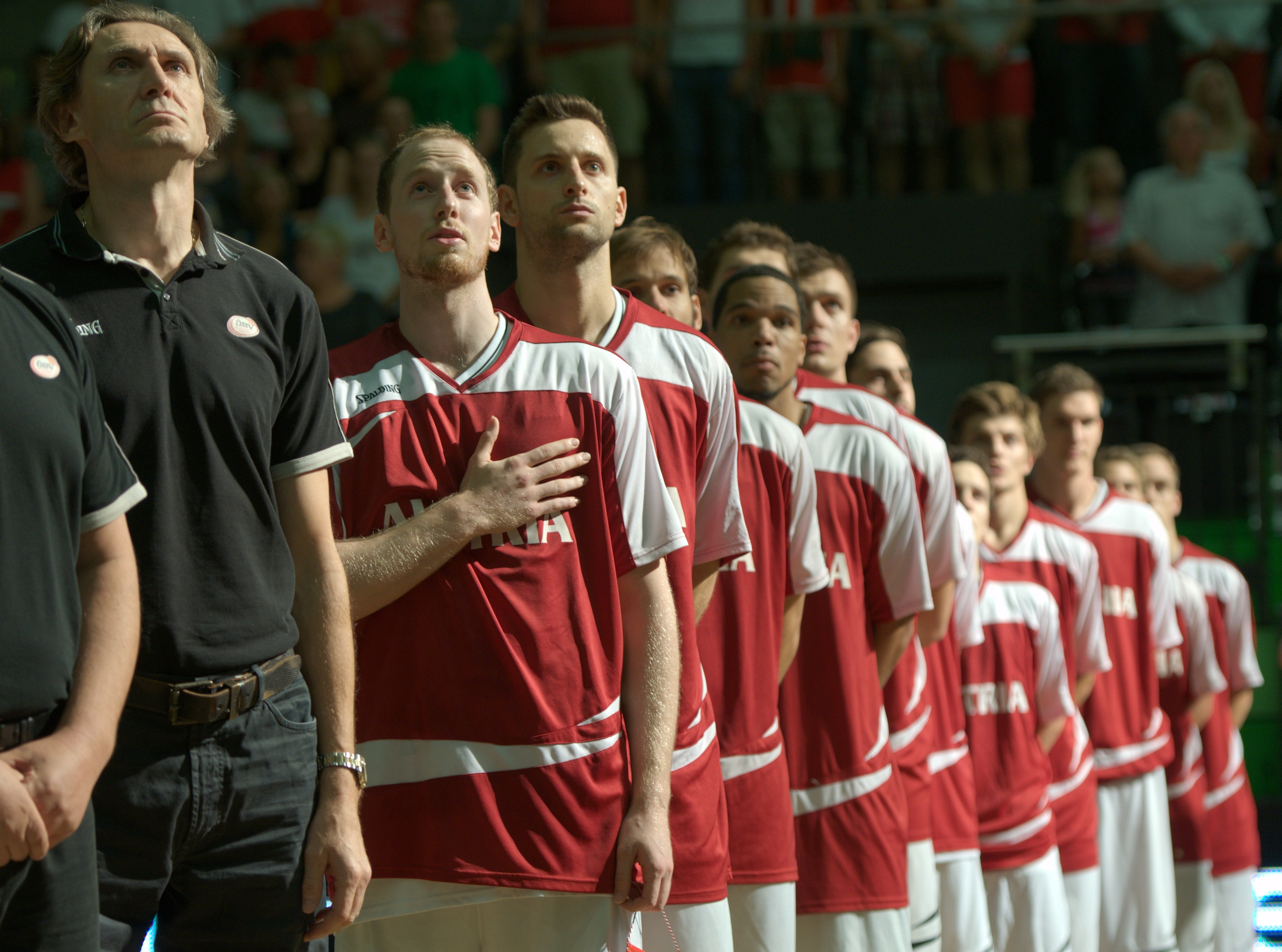
Die Spieler der österreichischen Basketballnationalmannschaft mit Trainer Neno Ašćerić beim Abspielen der Hymne vor dem Europameisterschaftsqualifikationsspiel gegen Kroatien (August 2012)

| Nr.               | Spieler          | Position | Größe  | Geb.Datum  | Verein                        |
| ----------------- | ---------------- | -------- | ------ | ---------- | ----------------------------- |
| 31                | Benedikt Danek   | Guard    | 176 cm | 24.08.1986 | Arkadia Traiskirchen Lions    |
| 52                | Bryce Douvier    | Forward  | 201 cm | 01.12.1991 | Basket 1971 Treviglio         |
| 51                | Benedikt Güttl   | Guard    | 190 cm | 18.02.1994 | Arkadia Traiskirchen Lions    |
| 42                | Thomas Klepeisz  | Guard    | 185 cm | 04.08.1991 | Basketball Löwen Braunschweig |
| 44                | Filip Krämer     | Forward  | 202 cm | 08.06.1992 | Kapfenberg Bulls              |
| 34                | Moritz Lanegger  | Guard    | 190 cm | 29.03.1990 | Team FOG Næstved              |
| 7                 | Davor Lamesic    | Forward  | 206 cm | 24.10.1983 | WBC Raiffeisen Wels           |
| 24                | Rašid Mahalbašić | Center   | 210 cm | 07.11.1990 | EWE Baskets Oldenburg         |
| 13                | Marvin Ogunsipe  | Forward  | 203 cm | 26.02.1996 | Bayern München                |
| 12                | Jakob Pöltl      | Center   | 213 cm | 15.10.1995 | Toronto Raptors               |
| 14                | Jozo Rados       | Center   | 206 cm | 05.08.1993 | Xion Dukes Klosterneuburg     |
| 5                 | Thomas Schreiner | Guard    | 196 cm | 03.02.1987 | BC River Andorra              |
| Stand: 19.08.2017 |                  |          |        |            |                               |